# Konska reka
Konska reka (bulgariska: Конска река) är ett vattendrag i Bulgarien.   Det ligger i regionen Pernik, i den västra delen av landet, 30 km väster om huvudstaden Sofia.
I omgivningarna runt Konska reka växer i huvudsak blandskog. Runt Konska reka är det ganska tätbefolkat, med 185 invånare per kvadratkilometer.